# Сказки и мифы народов Востока
«Сказки и мифы народов Востока» — серия книг Главной редакции восточной литературы (ГРВЛ) издательства «Наука» (Москва), регулярно выходившая в 1960-е—1990-е годы (последние книги вышли в 2001 и 2004).
Серия основана в 1964 году с целью научной публикации памятников народного творчества народов Востока. Всего вышло не менее 55—56-ти книг.
Редакционная коллегия (1980-е):
- И. С. Брагинский,
- Е. М. Мелетинский,
- С. Ю. Неклюдов (секр.),
- Е. С. Новик (с 1981 г.),
- Д. А. Ольдерогге (пред.),
- В. Э. Померанцева (до 1981 г.),
- Б. Л. Рифтин,
- С. А. Токарев

## Список книг серии
| Название | Год издания | Страниц  | Тираж экз., ISBN           |
| --- | ----------- | -------- | -------------------------- |
| Медноволосая девушка. Калмыцкие народные сказки                                                                    | 1964        | 272      | 100 000                    |
| Сказки, притчи, легенды хауса                                                                                      | 1964        | 104      | 50 000                     |
| Сказки Мадагаскара                                                                                                 | 1965        | 272      | 100 000                    |
| Сказки народов Дагестана                                                                                           | 1965        | 320      | 100 000                    |
| Сказки мампруси | 1966        | 120      | 90 000                     |
| Турецкие народные сказки (переизд. 1939)                                                                           | 1967        | 480      | 100 000                    |
| Проданный сон. Туркменские народные сказки                                                                         | 1969        | 400      | 100 000                    |
| Курдские народные сказки                                                                                           | 1970        | 248      | 100 000                    |
| Сказки и мифы Океании                                                                                              | 1970        | 672      | 75 000                     |
| Сказки народов Вьетнама                                                                                            | 1970        | 392      | 75 000                     |
| Сказки Центральной Индии                                                                                           | 1971        | 376      | 90 000                     |
| Тувинские народные сказки                                                                                          | 1971        | 208      | 100 000                    |
| Аварские народные сказки                                                                                           | 1972        | 176      | 75 000                     |
| Афганские сказки и легенды                                                                                         | 1972        | 280      | 100 000                    |
| Проделки хитрецов. Мифы, сказки, басни и анекдоты о прославленных хитрецах, мудрецах и шутниках мирового фольклора | 1972        | 560      | 75 000                     |
| Грузинские народные предания и легенды                                                                             | 1973        | 368      | 75 000                     |
| Осетинские народные сказки                                                                                         | 1973        | 600      | 75 000                     |
| Сказки и мифы народов Чукотки и Камчатки. Азиатские эскимосы, чукчи, кереки, коряки и ительмены                    | 1974        | 648      | 125 000                    |
| Абхазские народные сказки                                                                                          | 1975        | 472      | 90 000                     |
| Книга о судах и судьях. Легенды, сказки, басни и анекдоты о спорах, тяжбах, судах и судьях                         | 1975        | 312      | 75 000                     |
| Сказки и мифы народов Филиппин                                                                                     | 1975        | 432      | 75 000                     |
| Сказки и предания нганасан (Мифологические сказки и исторические предания нганасан)                                | 1976        | 344      | 75 000                     |
| Сказки народов Африки                                                                                              | 1976        | 688      | 75 000                     |
| Сказки народов Бирмы                                                                                               | 1976        | 592      | 75 000                     |
| Сказки народов Памира                                                                                              | 1976        | 536      | 90 000                     |
| Дунганские народные сказки и предания                                                                              | 1977        | 576      | 75 000                     |
| Проделки хитрецов. 2-е изд.                                                                                        | 1977        | 544      | 75 000                     |
| Сказки и мифы папуасов Киваи: (из собрания Г. Ландтмана)                                                           | 1977        | 328      | 50 000                     |
| Двадцать три Насреддина                                                                                            | 1978        | 584      | 90 000                     |
| Сказки адыгских народов                                                                                            | 1978        | 408      | 75 000                     |
| Амхарские народные сказки                                                                                          | 1979        | 336      | 75 000                     |
| Мифы и предания папуасов маринд-аним                                                                               | 1981        | 352      | 75 000                     |
| Сказки и легенды Систана                                                                                           | 1981        | 272      | 75 000                     |
| Книга о судах и судьях. 2-е изд., перераб.и доп.                                                                   | 1983        | 384      | 75 000                     |
| Мифы и сказки бушменов                                                                                             | 1983        | 320      | 75 000                     |
| Сказки и легенды ингушей и чеченцев                                                                                | 1983        | 384      | 75 000                     |
| Абазинские народные сказки                                                                                         | 1985        | 416      | 100 000                    |
| Сингальские сказки                                                                                                 | 1985        | 544      | 75 000                     |
| Сказки и мифы эскимосов Сибири, Аляски, Канады и Гренландии                                                        | 1985        | 672      | 5000                       |
| Двадцать четыре Насреддина                                                                                         | 1986        | 624      | 75 000                     |
| Мифы, предания и сказки Западной Полинезии                                                                         | 1986        | 352      | 75 000                     |
| Турецкие сказки | 1986        | 400      | 100 000                    |
| Персидские народные сказки                                                                                         | 1987        | 504      | 80 000                     |
| Грузинские народные сказки. Кн. 1-2                                                                                | 1988        | 368, 336 | 75 000                     |
| Эскимосские сказки и мифы                                                                                          | 1988        | 536      | 80 000                     |
| Курдские сказки, легенды и предания                                                                                | 1989        | 624      | 75 000, ISBN 5-02-016783-5 |
| Мифы, предания и сказки фиджийцев                                                                                  | 1989        | 428      | 75 000, ISBN 5-02-016560-3 |
| Арабские народные сказки                                                                                           | 1990        | 320      | 50 000, ISBN 5-02-016549-2 |
| Мифы, предания, сказки хантов и манси                                                                              | 1990        | 568      | 50 000, ISBN 5-02-016771-1 |
| Сказки и легенды горных таджиков                                                                                   | 1990        | 240      | 50 000, ISBN 5-02-016772-X |
| Сказки и предания алтайских тувинцев                                                                               | 1994        | 384      | 2000, ISBN 5-02-017236-7   |
| Мифы, сказки и легенды индейцев: Северо-западное побережье Северной Америки                                        | 1997        | 520      | 1000, ISBN 5-02-016770-3   |
| Сомалийские народные сказки                                                                                        | 1997        | 160      | 500                        |
| Мифы, предания, сказки кетов                                                                                       | 2001        | 344      | 1000, ISBN 5-02-018238-9   |
| Когда звери говорили. Триста семьдесят пять мифов, сказок, басен, анекдотов, легенд и преданий о животных          | 2004        | 600      | 500, ISBN 5-02-018411-X    |

Примеры несерийных книг:
- Повести, сказки, притчи древней Индии. 1964.
- Истребитель колючек. Сказки, легенды и притчи современных ассирийцев. 1974. 384 с. 75 000
- Сказки и легенды Анголы. Истории черной земли. 1975. 264 с. 75 000
- Первый бумеранг. Мифы и легенды Австралии. 1980.
- Сказки, басни и легенды белуджей. 1989

## Книги серии
1964
- Медноволосая девушка. Калмыцкие народные сказки / Пер., сост. и примеч. М. Ватагина; КНИИЯЛИ. — М.: Наука (ГРВЛ), 1964. — 272 с. — (Сказки и мифы народов Востока). — 100 000 экз.

1972
- Афганские сказки и легенды. — М.: Наука (ГРВЛ), 1972. — 280 с. — (Сказки и мифы народов Востока). — 100 000 экз.
- Проделки хитрецов: Мифы, сказки, басни и анекдоты о прославленных хитрецах, мудрецах и шутниках мирового фольклора. — М.: Наука (ГРВЛ), 1972. — 560 с. — (Сказки и мифы народов Востока). — 75 000 экз.

1975
- Абхазские народные сказки: пер. с абхаз. / АН СССР, Ин-т востоковедения, АН ГССР, Абхаз. ин-т яз., литературы и истории им. Д. И. Гулиа. — М.: Наука (ГРВЛ), 1975. — 472 с. — (Сказки и мифы народов Востока). — 90 000 экз.

1978
- Двадцать три Насреддина. — М.: Наука (ГРВЛ), 1978. — 584 с. — (Сказки и мифы народов Востока). — 90 000 экз.
- Сказки адыгских народов / Сост., вступ. ст. и примеч. А. И. Алиевой. — М.: Наука (ГРВЛ), 1978. — 408 с. — (Сказки и мифы народов Востока). — 75 000 экз.

1979
- Амхарские народные сказки / Пер. с амхар., предисл. и примеч. Э. Б. Ганкина; Отв. ред. Д. А. Ольдерогге; Статья и типол. анализ Е. С. Котляр; АН СССР, Ин-т востоковедения. — М.: Наука (ГРВЛ), 1979. — 336 с. — (Сказки и мифы народов Востока). — 75 000 экз.

1981
- Мифы и предания папуасов маринд-аним / Пер. с нем. Г. А. Пермякова, М. С. Харитонова; ; Предисл. и общ. ред. Б. Н. Путилова. — М.: Наука (ГРВЛ), 1981. — 352 с. — (Сказки и мифы народов Востока). — 75 000 экз.
- Сказки и легенды Систана / Запись, пер. с перс. и сост. А. Л. Грюнберга, И. М. Стеблин-Каменского; Предисл. А. Н. Болдырева; АН СССР. — М.: Наука (ГРВЛ), 1981. — 272 с. — (Сказки и мифы народов Востока). — 75 000 экз.

1983
- Книга о судах и судьях. — М.: Наука (ГРВЛ), 1983. — 384 с. — (Сказки и мифы народов Востока). — 75 000 экз.
- Мифы и сказки бушменов / Сост., пер. с англ., предисл. и примеч. Е. С. Котляр; Отв. ред. Д. А. Ольдерогге. — М.: Наука (ГРВЛ), 1983. — 320 с. — (Сказки и мифы народов Востока). — 75 000 экз.
- Сказки и легенды ингушей и чеченцев / Сост., пер., предисл., примеч. и типолог. анализ А. О. Мальсагова; Отв. ред. А. И. Алиева. — М.: Наука (ГРВЛ), 1983. — 384 с. — (Сказки и мифы народов Востока). — 75 000 экз.

1985
- Сказки и мифы эскимосов Сибири, Аляски, Канады и Гренландии. — М.: Наука (ГРВЛ), 1985. — 672 с. — (Сказки и мифы народов Востока). — 5000 экз.

1986
- Двадцать четыре Насреддина. — М.: Наука (ГРВЛ), 1986. — 624 с. — (Сказки и мифы народов Востока). — 75 000 экз.
- Турецкие сказки. — М.: Наука (ГРВЛ), 1986. — 400 с. — (Сказки и мифы народов Востока). — 100 000 экз.

1989
- Курдские сказки, легенды и предания. — М.: Наука (ГРВЛ), 1989. — 624 с. — (Сказки и мифы народов Востока). — 75 000 экз. — ISBN 5-02-016783-5.

1997
- Мифы, сказки и легенды индейцев: Северо-западное побережье Северной Америки / РАН, Институт востоковедения; Перевод с индейских, английского и немецкого Н. Б. Вахтина, О. И. Романовой; Сост., примеч., типол. анализ мотивов, указ. и общ. ред. О. И. Романовой; Вступ. ст. А. В. Ващенко. — М.: Восточная литература, 1997. — 520 с. — (Сказки и мифы народов Востока). — 1000 экз. — ISBN 5-02-016770-3.
- Сомалийские народные сказки / Составление, перевод с сомали, предисловие, глоссарий, примечания и приложение Г. Л. Капчица. — М.: Восточная литература, 1997. — 160 с. — (Сказки и мифы народов Востока). — 500 экз.